# 蔵春閣 (長野市)
蔵春閣（ぞうしゅんかく）は、善光寺や城山公園に近い、長野市箱清水に存在していた市立の公会堂の名称。
蔵春閣という名称で呼ばれた建物はふたつあり、最初のものは1908年に木造で建設され、1949年に火災で焼失した。もうひとつは、1967年に完成し、長野市生涯学習課の所管となり、正式名称は城山公民館別館で、「旧蔵春閣」とも称されていたが、2018年3月31日をもって閉館した。

## 最初の蔵春閣
善光寺に隣接する長野市の城山には、地元の有志等によって1886年に建設された建物「城山館」があり、市制を敷いた長野市は1898年にこれを買収して市立の公会堂として運用していた。
1908年秋に、城山で一府十県連合共進会が開催されることとなった際に、貴賓接待用の施設として「城山館東館」が、野外音楽堂などとともに建設され、これが後に「蔵春閣」と呼ばれるようになった。この最初の蔵春閣は、205坪余、ないし、210坪の建物であった。
この初代の蔵春閣は、大正期には演説会や音楽会にしばしば使用されたが、1949年2月6日の火災によって、隣接する城山館ともども焼失してしまった。

## 再建された蔵春閣

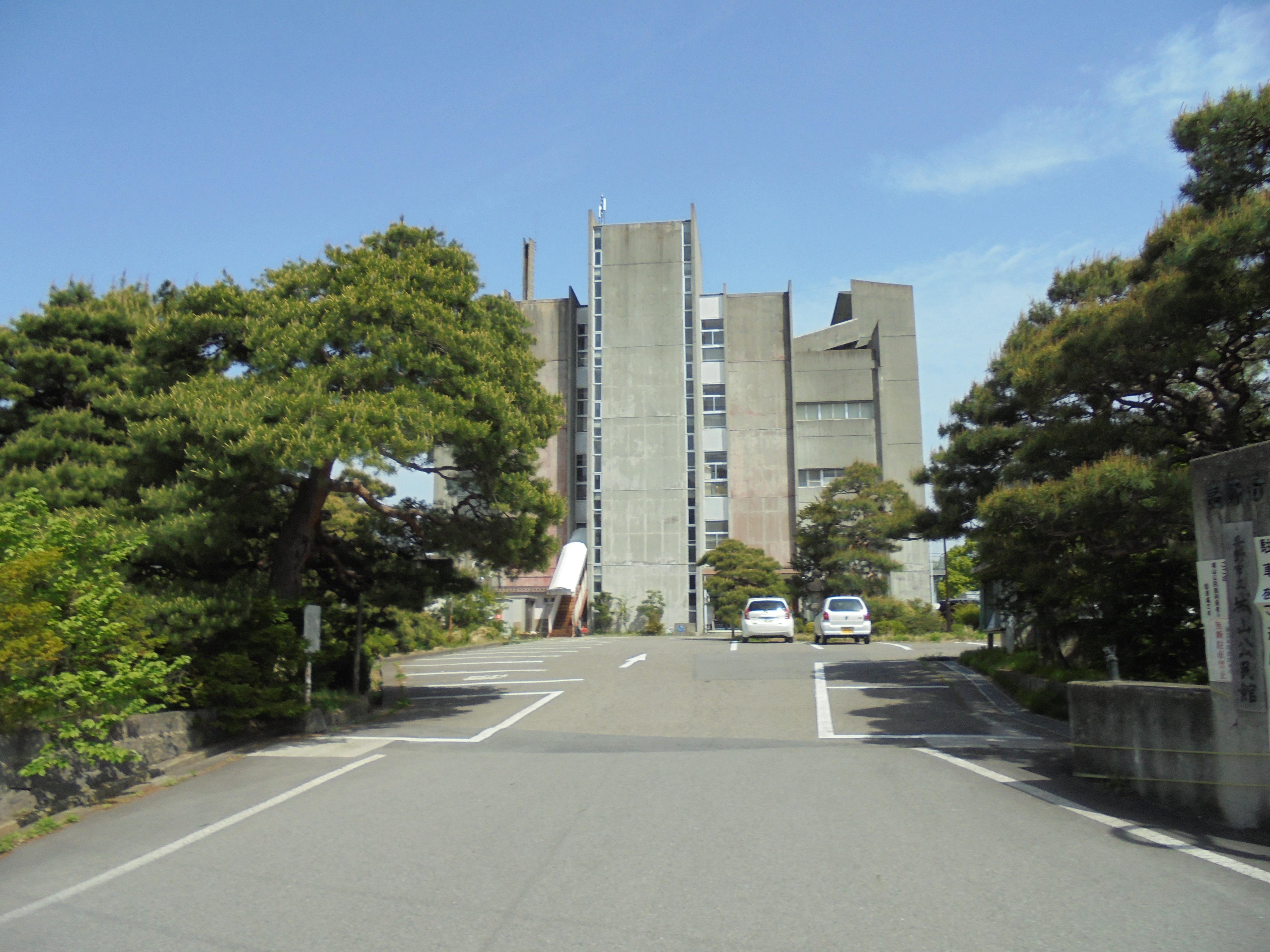
蔵春閣（2017年）

1966年、長野市の市制70周年記念事業として蔵春閣の再建が決定し、建設が着手された。
1967年5月2日に完成した蔵春閣は、鉄筋コンクリート造りの4階建てで、結婚式場などとして利用されるようになった。
その後、利用者が減少した事、雨漏りがある事などから1998年に廃止を検討したが、1階にあるホールはダンスサークルなどに人気で、「もう10年は使える」と当面の使用を決め、2006年から城山公民館別館という位置づけとなった。

## 閉館
しかし、雨漏りが悪化し、外の非常階段は表面のコンクリートが一部はがれ落ち始めているなど老朽化が顕著になったことから閉館することになった。2018年1月から蔵春閣の歴史を振り返る催し「さよなら、蔵春閣」が開かれ、3月31日付けで閉館した。建物は城山公園再整備の一環として、時期は未定ながら解体することが決定されている。